# Marc Wright
Marcus Snowell „Marc” Wright (ur. 21 kwietnia 1890 w Chicago, zm. 5 sierpnia 1975 w Reading) – amerykański lekkoatleta specjalizujący się w skoku o tyczce, uczestnik letnich igrzysk olimpijskich w Sztokholmie (1912), srebrny medalista olimpijski w skoku o tyczce. Pierwszy w historii zawodnik, który pokonał wysokość 4 metrów.

## Sukcesy sportowe
- dwukrotny medalista mistrzostw Stanów Zjednoczonych w skoku o tyczce – srebrny (1917) oraz brązowy (1914)[1]
- zwycięzca amerykańskich eliminacji olimpijskich w skoku o tyczce (1912)

| Rok  | Miasto    | Zawody               | Konkurencja   | Wynik         |
| ---- | --------- | -------------------- | ------------- | ------------- |
| 1912 | Sztokholm | Igrzyska olimpijskie | skok o tyczce | srebrny medal |

## Rekordy życiowe
- skok o tyczce – 4,02 – Cambridge 08/06/1912 (rekord świata do 20/08/1920)